# Diócesis de Osma-Soria
La diócesis de Osma-Soria (en latín: Dioecesis Oxomensis-Soriana) es una circunscripción eclesiástica de la Iglesia católica en España. Se trata de una diócesis latina, sufragánea de la archidiócesis de Burgos. Desde el 5 de enero de 2017 su obispo es Abilio Martínez Varea.

## Territorio y organización
La diócesis tiene 10 287 km² y extiende su jurisdicción sobre los fieles católicos de rito latino residentes en la provincia de Soria de la comunidad autónoma de Castilla y León.
La sede de la diócesis se encuentra en la villa de El Burgo de Osma, en donde se halla la catedral de la Asunción. En Soria se encuentra la concatedral de San Pedro y en Ágreda la basílica menor de Nuestra Señora de los Milagros.
En 2021 en la diócesis existían 540 parroquias agrupadas en 8 arciprestazgos y 32 unidades de acción pastoral (U.A.P.):
| Arciprestazgo         | U.A.P.                        | Parroquias |
| Ágreda                | Ágreda                        | Ágreda, Aldehuela de Ágreda, Añavieja, Castilruiz, Cigudosa, Dévanos, Fuentes de Ágreda, Fuentestrún, Magaña, Matalebreras, Montenegro de Ágreda, San Felices, Trévago, Valdelagua del Cerro, Valverde de Ágreda y Vozmediano. |
|                       | Ólvega                        | Beratón, Borobia, Cueva de Ágreda, Hinojosa del Campo, Muro de Ágreda, Noviercas, Ólvega, Pinilla del Campo, Pozalmuro, Tajahuerce, Valdegeña y Villar del Campo. |
| Almazán               | Almazán                       | Almántiga, Almazán, Alpanseque, Balluncar, Baraona, Barca, Centenera de Andaluz, Centenera del Campo, Ciadueña, Cobertelada, Covarrubias, Frechilla de Almazán, Fuentegelmes, Fuentelcarro, Jodra de Cardos, La Miñosa, Lodares del Monte, Marazovel, Matamala de Almazán, Matute de Almazán, Ontalvilla de Almazán, Pinilla del Olmo, Rebollo de Duero, Santa María del Prado, Sauquillo del Campo, Tejerizas, Torremediana, Velamazán y Villasayas. |
|                       | Gómara                        | Abión, Albocabe, Aliud, Almazul, Almenar de Soria, Alparrache, Boñices, Buberos, Carabantes, Cardejón, Castejón del Campo, Castil de Tierra, Ciria, Esteras de Lubia, Gómara, Jaray, La Alameda, La Quiñonería, Ledesma, Nomparedes, Paredesroyas, Peñalcázar, Peroniel del Campo, Portillo de Soria, Reznos, Sauquillo de Alcázar, Sauquillo de Boñices, Tapiela, Tejado, Tordesalas, Torralba de Arciel, Torrubia de Soria, Villanueva de Zamajón, Villaseca de Arciel, Zamajón, Zárabes. |
|                       | Morón de Almazán              | Adradas, Alentisque, Baniel, Borchicayada, Bordejé, Borjabad, Cabanillas, Coscurita, Escobosa de Almazán, La Milana, Momblona, Moñux, Morón de Almazán, Neguillas, Nepas, Nolay, Perdices, Señuela, Soliedra, Taroda, Valdespina, Viana de Duero y Villalba. |
| El Burgo de Osma      | Berlanga de Duero             | Abanco, Aguilera, Alaló, Arenillas, Barcones, Berlanga de Duero, Bordecorex, Brías, Cabreriza, Caltojar, Casillas de Berlanga, Ciruela, Fuentetovar, Hortezuela, La Riba de Escalote, Lumías, Morales, Paones y Rello. |
|                       | Bayubas de Abajo              | Andaluz, Bayubas de Abajo, Bayubas de Arriba, Villayuda, Fuentelárbol, Fuentepinilla, Osona, Tajueco, Torreandaluz, Valderrodilla, Valderrueda y Valverde de los Ajos. |
|                       | El Burgo de Osma-Ucero        | Alcubilla del Marqués, Aylagas, Barcebal, Barcebalejo, Berzosa, Fuentecantales, Nafría de Ucero, Rejas de Ucero, Sotos del Burgo, Ucero, Valdealbín, Valdeavellano de Ucero, Valdegrulla, Valdelinares, Valdelubiel y Valdemaluque. |
|                       | El Burgo de Osma-Retortillo   | El Burgo de Osma, Cañicera, Caracena, Carrascosa de Abajo, Carrascosa de Arriba, Castro, Fresno de Caracena, Galapagares, Gormaz, La Olmeda, La Perera, La Rasa, Losana, Madruédano, Manzanares, Modamio, Mosarejos, Navapalos, Nograles, Peralejo de los Escuderos, Pozuelo, Quintanas de Gormaz, Rebollosa de los Escuderos, Recuerda, Retortillo de Soria, Sauquillo de Paredes, Sotillos de Caracena, Tarancueña, Torrevicente, Valderromán, Valvenedizo, Vildé y Villanueva de Gormaz. |
|                       | Osma                          | Abioncillo de Calatañazor, Aldehuela de Calatañazor, Blacos, Boós, Calatañazor, Escobosa de Calatañazor, Lodares de Osma, Muriel de la Fuente, Osma, Rioseco de Soria, Santiuste, Torralba del Burgo, Torreblacos, Valdealvillo, Valdenarros, Valdenebro y Velasco. |
| Medinaceli            | Arcos de Jalón                | Aguilar de Montuenga, Arcos de Jalón, Avenales, Chaorna, Iruecha, Jubera, Judes, Lomeda, Montuenga de Soria, Sagides, Somaén, Valladares y Velilla de Medinaceli. |
|                       | Medinaceli                    | Alcubilla de las Peñas, Ambrona, Arbujuelo, Azcamellas, Beltejar, Benamira, Blocona, Conquezuela, Corvesín, Esteras de Medinaceli, Fuencaliente de Medinaceli, Layna, Lodares de Medinaceli, Medinaceli, Mezquetillas, Miño de Medinaceli, Radona, Romanillos de Medinaceli, Salinas de Medinaceli, Torralba del Moral, Urex de Medinaceli, Ventosa del Ducado, Villaseca de Medinaceli, Yelo y Yuba |
|                       | Santa María de Huerta         | Aguaviva de la Vega, Almaluez, Chércoles, Puebla de Eca, Santa María de Huerta y Utrilla. |
|                       | Serón-Vicarías                | Bliecos, Cañamaque, Cihuela, Deza, Fuentelmonge, Maján, Mazaterón, Miñana, Monteagudo de las Vicarías, Serón de Nágima, Torlengua, Valtueña y Velilla de los Ajos. |
| Pinares               | San Leonardo de Yagüe         | Arganza, Casarejos, Espeja de San Marcelino, Espejón, Guijosa, Herrera de Soria, La Hinojosa, Muñecas, Orillares, Quintanilla de Nuño Pedro, San Leonardo de Yagüe y Santa María de las Hoyas. |
|                       | Navaleno-Abejar-Cabrejas      | Abejar, Cabrejas del Pinar, Cantalucia, Cubilla, Cubillos, Herreros, Muriel Viejo, Navaleno, Talveila y Vadillo. |
|                       | Covaleda-Duruelo-Vinuesa      | Covaleda, Duruelo de la Sierra, Molinos de Duero, Montenegro de Cameros, Quintanarejo, Salduero y Vinuesa. |
| San Esteban de Gormaz | San Esteban-Langa             | Alcoba de la Torre, Alcozar, Alcubilla de Avellaneda, Bocigas de Perales, Castillejo de Robledo, Cenegro, Fuencaliente del Burgo, Fuentearmegil, Fuentecambrón, Langa de Duero, Matanza de Soria, Santervás del Burgo, Soto de San Esteban, Valdanzo, Valdanzuelo, Velilla de San Esteban, Villálvaro, Zayas de Báscones, Zayas de Torre y Zayuelas. |
|                       | San Esteban-Atauta            | Aldea de San Esteban, Atauta, Hoz de Abajo, Hoz de Arriba, Ines, Cuevas de Ayllón, Liceras, Ligos, Montejo de Tiermes, Morcuera, Noviales, Olmillos, Pedro, Peñalba de San Esteban, Piquera de San Esteban, Quintanas Rubias de Abajo, Quintanas Rubias de Arriba, Rebollosa de Pedro, Torraño, Torremocha de Ayllón y Torresuso. |
| Soria                 | San José                      | San José Obrero (Soria), Cidones, Fuentetoba, Ocenilla y Villaverde del Monte. |
|                       | Camaretas                     | Camaretas, Carbonera de Frentes, Golmayo, La Cuenca, La Mallona, La Muela, Las Fraguas, Nafría la Llana, Nódalo, Villaciervos y Villaciervitos. |
|                       | Santa Bárbara                 | Santa Bárbara (Soria), Canredondo, Chavaler, Dombellas, Garray, Santervás de la Sierra y Tardesillas. |
|                       | San Pedro                     | San Pedro (Soria), Aldealpozo, Cabrejas del Campo, Calderuela, Candilichera, Carazuelo, Cubo de Hogueras, Duáñez, Fuensaúco, Fuentetecha, Martialay, Mazalvete, Nieva de Calderuela, Ojuel, Omeñaca, Ontalvilla de Valcorba y Tozalmoro. |
|                       | El Pilar                      | El Pilar (Soria), Camparañón, Navalcaballo y Villabuena. |
|                       | San Francisco                 | San Francisco (Soria), Los Rábanos, Lubia, Miranda de Duero y Tardajos de Duero. |
|                       | El Salvador                   | El Salvador (Soria), Almarail, Cubo de la Solana, Itero, Rabanera del Campo y Riotuerto. |
|                       | La Mayor                      | Santa María La Mayor (Soria), Las Casas, Oteruelos, Pedrajas, Toledillo y Riotuerto. |
|                       | El Espino                     | Santa María del Espino (Soria), Alconaba, Aldealafuente y Ribarroya. |
|                       | Tardelcuende-Quintana Redonda | Cascajosa, Fuentelaldea, Izana, La Barbolla, La Revilla de Calatañazor, La Seca, Las Cuevas de Soria, Los Llamosos, Monasterio, Osonilla, Quintana Redonda, Tardelcuende y La Ventosa de Fuentepinilla. |
| Tierras Altas         | Almajano                      | Almajano, Aldealices, Aldealseñor, Aldehuela de Periáñez, Arancón, Ausejo de la Sierra, Aylloncillo, Buitrago, Canos, Carrascosa de la Sierra, Castilfrío de la Sierra, Cirujales del Río, Cortos, Cuéllar de la Sierra, El Espino, Estepa de San Juan, Fuentecantos, Fuentelfresno, Fuentelsaz de Soria, La Losilla, La Rubia, Los Villares de Soria, Narros, Pedraza, Pinilla de Caradueña, Pobar, Portelrubio, Renieblas, Suellacabras, Torretartajo, Velilla de la Sierra, Ventosilla de San Juan y Villarraso. |
|                       | Almarza-El Valle              | Aldehuela del Rincón, Almarza, Arévalo de la Sierra, Arguijo, Barriomartín, Cubo de la Sierra, Derroñadas, El Royo, Espejo de Tera, Estepa de Tera, Gallinero, Hinojosa de la Sierra, La Póveda de Soria, Langosto, Matute de la Sierra, Molinos de Razón, Portelárbol, Rebollar, Rollamienta, San Andrés de Soria, Segoviela, Sepúlveda de la Sierra, Sotillo del Rincón, Tera, Torrearévalo, Valdeavellano de Tera, Ventosa de la Sierra, Villar del Ala y Vilviestre de los Nabos. |
|                       | San Pedro Manrique            | Acrijos, Almarza, Aldealcardo, Armejún, Vea, Bretún, Buimanco, Camporredondo, Castillejo de San Pedro, Cerbón, Diustes, El Collado, El Vallejo, Fuentebella, Fuentes de Magaña, Las Fuentes de San Pedro, Huérteles, La Cuesta, La Laguna, La Mata, La Vega, Las Aldehuelas, Las Fuesas, Ledrado, Lería, Los Campos, Matasejún, Montaves, Navabellida, Oncala, Palacio de San Pedro, Peñazcurna, San Andrés de San Pedro, San Pedro Manrique, Santa Cecilia, Santa Cruz de Yanguas, Sarnago, Taniñe, Valdecantos, Valdelavilla, Valdemoro de San Pedro Manrique, Valdenegrillos, Valdeprado, Valduerteles, Valloria, Valtajeros, Vellosillo, Ventosa de San Pedro, Verguizas, Villar de Maya, Villar del Río, Villarijo, Villartoso, Villaseca Bajera, Villaseca Somera, Vizmanos, Yanguas. |

## Historia
La diócesis fue erigida en el siglo VI. Originariamente formó parte de la provincia eclesiástica de la archidiócesis de Toledo. La primera constancia documental de la existencia de la diócesis se remonta al año 597.
Durante la larga ocupación árabe musulmana, la diócesis no tuvo verdaderos obispos residenciales. Sin embargo, hubo algunos obispos titulares, que encontraron refugio en zonas cristianas aledañas, como las montañas de Cantabria.
Tras la reconquista cristiana en 1011 se trasladó la vieja ciudad de Uxama (Osma) desde su lugar original, el cerro de Castro, hasta otro cerro cercano, en la orilla izquierda del río Ucero, y más adelante, hasta el actual, en el llano, en la orilla derecha del río, tomando el nombre de Burgo de Osma. La sede episcopal no fue restablecida inmediatamente, sino que hubo que esperar hasta 1101, siendo nombrado primer obispo, Pedro de Bourges (san Pedro de Osma), que comenzó a construir la primitiva catedral románica. En el siglo XIII se empezó la construcción de la catedral gótica.

### Rivalidad por establecer la sede episcopal
La rivalidad entre la sede episcopal de Osma y la colegiata de San Pedro Apóstol de Soria fue constante. Favorecidos por un rey castellano muy agradecido a la ciudad, Alfonso VIII solicitó en el siglo XIII al papa Clemente IV la categoría de ciudad para Soria y el paso de colegiata a catedral, cosa que fue concedida por bula pontifical. El cabildo catedralicio de Osma protestó y a partir de ese momento, todas las peticiones de que se le concediera a Soria una nueva sede obispal o, más drásticamente, que se trasladara la de Osma a Soria, fueron denegadas por los reyes tras consulta con los de Osma al no atreverse a hacer cambios drásticos que provocaran conflictos eclesiásticos.
Pudo existir, como se ha dicho, un hundimiento intencionado de la colegiata, sabiendo que unos años antes el cabildo de la colegiata había solicitado al rey el traslado hacia el interior de la ciudad de la sede colegial, debido a que el centro de Soria se había ido trasladando al este y la colegiata, antiguamente central, había perdido su posición de privilegio. Se pensó en la iglesia de Santa María la Mayor hasta el punto de disputar durante siglos la dignidad de colegiata. El rey se negó aduciendo la belleza de San Pedro y su categoría de obra artística.
Tras el derrumbe, el obispo Pedro Acosta se reunió con la nobleza de la ciudad y el cabildo y les ofreció cumplir el deseo inicial de trasladar la colegiata al centro de la ciudad. Dicen que es posible que el obispo pensara construir su propia sede personal allí, además de su enterramiento, en una forma encubierta de trasladar la sede obispal de Osma a Soria pero estos se negaron a asumir gastos importantes y el obispo, irritado por lo que describió documentalmente como la pusilanimidad de los sorianos, únicamente contribuyó a la reconstrucción del edificio en el mismo lugar donde se encontraba, pero sin gastos adicionales ni obras complementarias.

### Erección de la diócesis de Osma-Soria
El obispado de Osma formó parte de la provincia eclesiástica de Toledo desde su erección hasta el 19 de junio de 1861 en que pasó a integrarse en la de Burgos de acuerdo con la bula del papa Pío IX Ad cumulum tuae, de 10 de junio de 1861, dirigida a Fernando de la Puente y Primo de Ribera, cardenal de Burgos, haciendo constar que desde el nombramiento de Pedro María Lagüera y Menezo para el obispado de Osma la diócesis de Osma dejaba de ser sufragánea de Toledo y pasaba a serlo de Burgos conforme al Concordato de 1851 entre la Santa Sede y el Gobierno de Isabel II.
El 2 de septiembre de 1955 y el 22 de noviembre de 1955 mediante dos decretos llamados Initis inter de la Congregación Consistorial se modificaron de modo importante los límites de la diócesis siendo obispo de Osma Saturnino Rubio y Montiel (1945-1969), tratándose de los primeros cambios territoriales notables desde 1136, para hacerlos coincidir con los de la provincia civil de Soria, en aplicación del concordato entre la Santa Sede y el gobierno español en 1953. La diócesis de Osma cedió 94 parroquias a la archidiócesis de Burgos y otras 2 a la diócesis de Segovia. Al mismo tiempo se amplió considerablemente adquiriendo los arciprestazgos de Almazán, Ariza, Ayllón, Baraona, Berlanga del Duero, Maranchón, Medinaceli y Retortillo de la diócesis de Sigüenza y los de Yanguas y San Pedro Manrique de la diócesis de Calahorra y La Calzada, y con 18 parroquias de la diócesis de Tarazona y la de Montenegro de Cameros de la archidiócesis de Burgos. 
Finalmente tras años de peticiones el 9 de marzo de 1959, el papa Juan XXIII, con la Bula 'Quandoquidem animorum', concedió el título de concatedral, fecha a partir de la cual comparte la sede catedralicia con El Burgo de Osma. y cambió la denominación a diócesis de Osma-Soria. Desde entonces, los límites de la diócesis coinciden con los de la actual provincia administrativa de Soria. Hasta estos cambios se llamaba diócesis de Osma y su única sede estaba en El Burgo de Osma y su territorio alcanzaba las provincias limítrofes de Burgos y Segovia.

## Estadísticas
Según el Anuario Pontificio 2022 la diócesis tenía a fines de 2021 un total de 77 100 fieles bautizados.
| Año                                                                             | Población            | Población | Población      | Sacerdotes | Sacerdotes    | Sacerdotes    | Bautizados por sacerdote | Diáconos permanentes | Religiosos | Religiosos | Parroquias |
| Año                                                                             | Bautizados católicos | Total     | % de católicos | Total      | Clero secular | Clero regular | Bautizados por sacerdote | Diáconos permanentes | Varones    | Mujeres    | Parroquias |
| ------------------------------------------------------------------------------- | -------------------- | --------- | -------------- | ---------- | ------------- | ------------- | ------------------------ | -------------------- | ---------- | ---------- | ---------- |
| 1950                                                                            | 188 650              | 188 650   | 100.0          | 390        | 310           | 80            | 483                      |                      | 245        | 209        | 429        |
| 1970                                                                            | 120 350              | 120 350   | 100.0          | 300        | 248           | 52            | 401                      |                      | 83         | 380        | 447        |
| 1980                                                                            | 99 000               | 101 150   | 97.9           | 211        | 165           | 46            | 469                      | 1                    | 64         | 321        | 450        |
| 1990                                                                            | 92 640               | 96 500    | 96.0           | 189        | 147           | 42            | 490                      | 1                    | 57         | 347        | 477        |
| 1999                                                                            | 86 500               | 93 000    | 93.0           | 183        | 145           | 38            | 472                      | 1                    | 56         | 302        | 550        |
| 2000                                                                            | 87 400               | 95 033    | 92.0           | 171        | 136           | 35            | 511                      | 1                    | 45         | 235        | 550        |
| 2001                                                                            | 84 465               | 93 850    | 90.0           | 168        | 133           | 35            | 502                      | 1                    | 48         | 309        | 551        |
| 2002                                                                            | 82 183               | 91 314    | 90.0           | 177        | 142           | 35            | 464                      | 1                    | 52         | 312        | 551        |
| 2003                                                                            | 72 580               | 90 717    | 80.0           | 178        | 143           | 35            | 407                      | 1                    | 50         | 314        | 551        |
| 2004                                                                            | 73 190               | 91 487    | 80.0           | 166        | 135           | 31            | 440                      | 1                    | 42         | 235        | 551        |
| 2013                                                                            | 76 900               | 95 700    | 80.4           | 126        | 106           | 20            | 610                      |                      | 32         | 212        | 551        |
| 2016                                                                            | 79 000               | 90 985    | 86.8           | 122        | 96            | 26            | 647                      |                      | 41         | 151        | 543        |
| 2019                                                                            | 78 500               | 88 571    | 88.6           | 112        | 88            | 24            | 700                      |                      | 36         | 190        | 543        |
| 2021                                                                            | 77 100               | 88 884    | 86.7           | 99         | 82            | 17            | 778                      |                      | 28         | 192        | 540        |
| Fuente: Catholic-Hierarchy, que a su vez toma los datos del Anuario Pontificio. |                      |           |                |            |               |               |                          |                      |            |            |            |

Además, según estadísticas oficiales, estudiaron en el Seminario Mayor durante el curso 2017-2018 dos seminaristas.

## Episcopologio
Desde 2008 hasta el 21 de mayo de 2016 ocupó la sede el obispo Gerardo Melgar Viciosa. Hasta la toma de posesión de un nuevo obispo la diócesis está regida por un administrador diocesano. El 5 de enero de 2017 el papa Francisco nombró obispo de la diócesis a Abilio Martínez Varea.

## Santos, beatos y venerables
Santos, beatos y venerables vinculados a la diócesis de Soria por nacimiento o por haber vivido en ella:
- Santa Cristina de Osma, mártir romana.
- San Saturio, penitente.
- San Prudencio, obispo.
- San Pedro de Osma, obispo. Patrono principal de la diócesis.
- San Martín de Finojosa, obispo.
- Santo Domingo de Guzmán. Patrono secundario de la diócesis.
- San Pedro Poveda, presbítero y mártir.
- Beata Juana de Aza, viuda y madre de Santo Domingo de Guzmán.
- Beato Julián de San Agustín, religioso franciscano.
- Beato Juan de Palafox y Mendoza, obispo.
- Beato Ciriaco Sancha y Hervás, obispo.
- Beatos Juan Jesús Adradas, Pedro María Alcalde y Gonzalo Gonzalo, mártires.
- Beato Francisco Esteban Lacal,[8] mártir.
- Beatos Gabriel Barriopedro, Domingo González, Segundo Pastor y Silvestre Pérez, mártires.
- Venerable Diego de Acebes, obispo.
- Venerable Catalina de Cristo, religiosa carmelita.
- Venerable Francisca del Santísimo Sacramento, religiosa carmelita.
- Venerable María de Jesús, religiosa concepcionista.
- Venerable José de Carabantes, religioso capuchino.
- Venerable Clara de la Concepción, religiosa clarisa.
- Diego de Morales y Contreras, mártir jesuita. Tiene abierta causa de beatificación.